# Maiola Kalili
Maiola Kalili (Honolulu, 3 november 1909 - Los Angeles, 23 augustus 1972) was een Amerikaans zwemmer.
Maiola Kalili nam eenmaal deel aan de Olympische Spelen; in 1932. In 1932 nam hij deel aan het onderdeel 4x200 meter vrije slag. Hij wist het zilver te winnen.
Hij was de oudere broer van teamgenoot Manuella Kalili.